# Pico do Cauê
Pico do Cauê är ett berg i Brasilien.   Det ligger i kommunen Itabira och delstaten Minas Gerais, i den sydöstra delen av landet, 600 km sydost om huvudstaden Brasília. Toppen på Pico do Cauê är 1 240 meter över havet, eller 270 meter över den omgivande terrängen. Bredden vid basen är 3,4 km.
Terrängen runt Pico do Cauê är huvudsakligen kuperad, men åt sydost är den platt. Närmaste större samhälle är Itabira, 2,8 km sydost om Pico do Cauê.
Omgivningarna runt Pico do Cauê är huvudsakligen savann. Runt Pico do Cauê är det ganska tätbefolkat, med 139 invånare per kvadratkilometer.